# Chiesa vetero cattolica romana
La Chiesa vetero cattolica romana, nota anche come Chiesa cattolica ortodossa di rito occidentale è stata fondata da Arnold Harris Mathew, vescovo vetero cattolico per l'Inghilterra, il 29 dicembre 1910.
La teologia vetero cattolica romana vede l'Eucaristia come il nucleo della Chiesa, in piena armonia con l'insegnamento della Chiesa indivisa del Primo millennio. Da questo punto di vista la Chiesa è una comunità di credenti: tutti sono in comunione tra loro attorno al sacrificio di Gesù Cristo, considerato la più alta espressione dell'amore di Dio. Pertanto, la celebrazione dell'Eucaristia è considerata l'esperienza del trionfo di Cristo sul peccato, a cui si accompagna la convinzione che la sconfitta del peccato stesso consista nel riunire ciò che è diviso. La Chiesa vetero cattolica romana si percepisce pertanto come una Chiesa ortodossa di rito occidentale, che prosegue la tradizione dell'Occidente ortodosso esistente prima del Grande Scisma del 1054, intendendo la "Chiesa" come sinonimo di riconciliazione, di ripristino delle relazioni interrotte tra Dio e l'umanità e degli uomini tra loro.
La Chiesa vetero cattolica romana si riferisce spesso al Padre della Chiesa Vincenzo di Lerino e al suo detto: "Dobbiamo mantenerci saldi in quella fede che è stato creduto ovunque, sempre e da tutti i fedeli". Sulla base di questa definizione della fede e della propria prassi ortodossa, la Chiesa vetero cattolica romana non conferisce alle donne l'Ordine sacro, né permette il matrimonio tra persone dello stesso sesso, condividendo le stesse posizioni della Chiesa cattolica romana e delle Chiese ortodosse, ma differenziandosi invece dalla prassi contemporanea e dall'insegnamento via via elaborato dall'Unione di Utrecht.
Fu proprio l'emergere di queste prime tendenze a introdurre elementi contrari alla Tradizione della Chiesa indivisa, che indussero Mathew a formulare una dichiarazione di indipendenza, a nome suo e dei suoi seguaci, da ciò che egli chiamava i "vetero cattolici continentali", elencando "nove punti di differenza" tra i vetero cattolici tradizionali ed antimodernisti di Gran Bretagna e Irlanda, da allora definiti vetero cattolici romani, e l'Unione di Utrecht delle Chiese vetero-cattoliche. Tra il 1911 ed il 1912 il Patriarcato greco-ortodosso di Antiochia e il Patriarcato greco-ortodosso di Alessandria e di tutta l'Africa riconobbero l'ortodossia di Arnold Harris Mathew e accettarono la Chiesa vetero cattolica romana come una Chiesa ortodossa di rito occidentale.
La Chiesa vetero cattolica romana non richiede il celibato clericale e ordina uomini sposati al sacerdozio ed anche all'episcopato, mentre è del tutto contraria all'ordinazione di omosessuali e donne.
La Chiesa vetero cattolica romana, in cui si colloca l'antica tradizione della Chiesa ortodossa in Italia, ha seguito le evoluzioni della stessa aderendo alla Nordic Catholic Church come Chiesa vecchio-cattolica in Italia.